# Díptic de Nicòmac i Símmac
El Díptic de Nicòmac i Símmac és un díptic de vori, d'uns 30 cm d'alçada, de l'antiguitat tardana, de la fi del segle IV o principis del V, els panells del qual representen escenes religioses tradicionals romanes.
Tant l'estil com el contingut reflecteixen un renaixement efímer de la religió romana tradicional i el classicisme en un moment en què el món romà se submergia en el cristianisme i rebutjava la tradició clàssica. El díptic agafa el nom de les inscripcions Nicomachorum i Symmachorum, que fan referència a dues famílies prominents del Senat romà.

## Origen
El díptic va romandre intacte fins al segle XIX. La primera descripció de les fulles data del 1717, quan, en un inventari del Monestir de Montier-en-Der, apareixen registrades com a portes d'un reliquiari de començament del segle XIII.
L'historiador Richard Delbrueck descobrí una menció dels panells a la biografia del segle X de l'abat Adso de Sant Bercharius, que havia fundat el monestir cap al 670. Adso va escriure que el seu predecessor "havia visitat Jerusalem i havia obtingut moltes relíquies sagrades, i portà amb ell excel·lents tauletes de vori".
Quan els esdeveniments de la Revolució Francesa obligaren a tancar el monestir el 1790, el reliquiari i els seus panells es perderen temporalment. El panell de Nicòmac es va recuperar el 1860 d'un pou de Montier, greument malmés per un incendi, i el va adquirir el Museu de Cluny de París. El panell de Símmac, en gran part intacte, aparegué més tard en possessió d'un col·leccionista i el va adquirir poc després, el 1865, el Museu Victoria i Albert de Londres.

## Descripció
El díptic es va realitzar a Roma en algun moment entre el 388 i el 401. El panell de Nicòmac fa 29,9 cm × 12,6 cm i el de Símmac 29,8 cm × 12,2 cm. Tots dos representen figures de dones dedicades a rituals al davant d'altars de sacrifici.

### Panell a Nicòmac
El panell de Nicòmac, a París, és el pitjor preservat dels dos pels danys soferts en un incendi. Té el vori escantellat en alguns indrets, amb unes seccions totalment desaparegudes, com ara la cara de la dona, la mà esquerra i el braç dret. Representa una sacerdotessa amb el pit al descobert fent reviscolar, amb dues torxes enceses que han desaparegut en part, la flama d'un altar dedicat, segurament, a la dea Ceres, un culte vinculat als misteris d'Eleusis. L'escena es completa amb un pi del qual pengen dos címbals; tant l'arbre com els címbals són atributs de la dea Cíbele i del seu servent i amant Atis.

### Panell de Símmac
El panell de Símmac, preservat a Londres, mostra una dona coronada d'heura que escampa encens sobre les flames d'un altar guarnit amb corones de roure. La dona rep l'ajut d'una petita figura que sosté un gerro i un bol de fruita. Les garlandes de roure i el roure sagrat suggereixen el culte a Júpiter, i les fulles d'heura recorden el déu Dionís. Les figures de les dones s'han interpretat com a sacerdotesses  i com a dees.

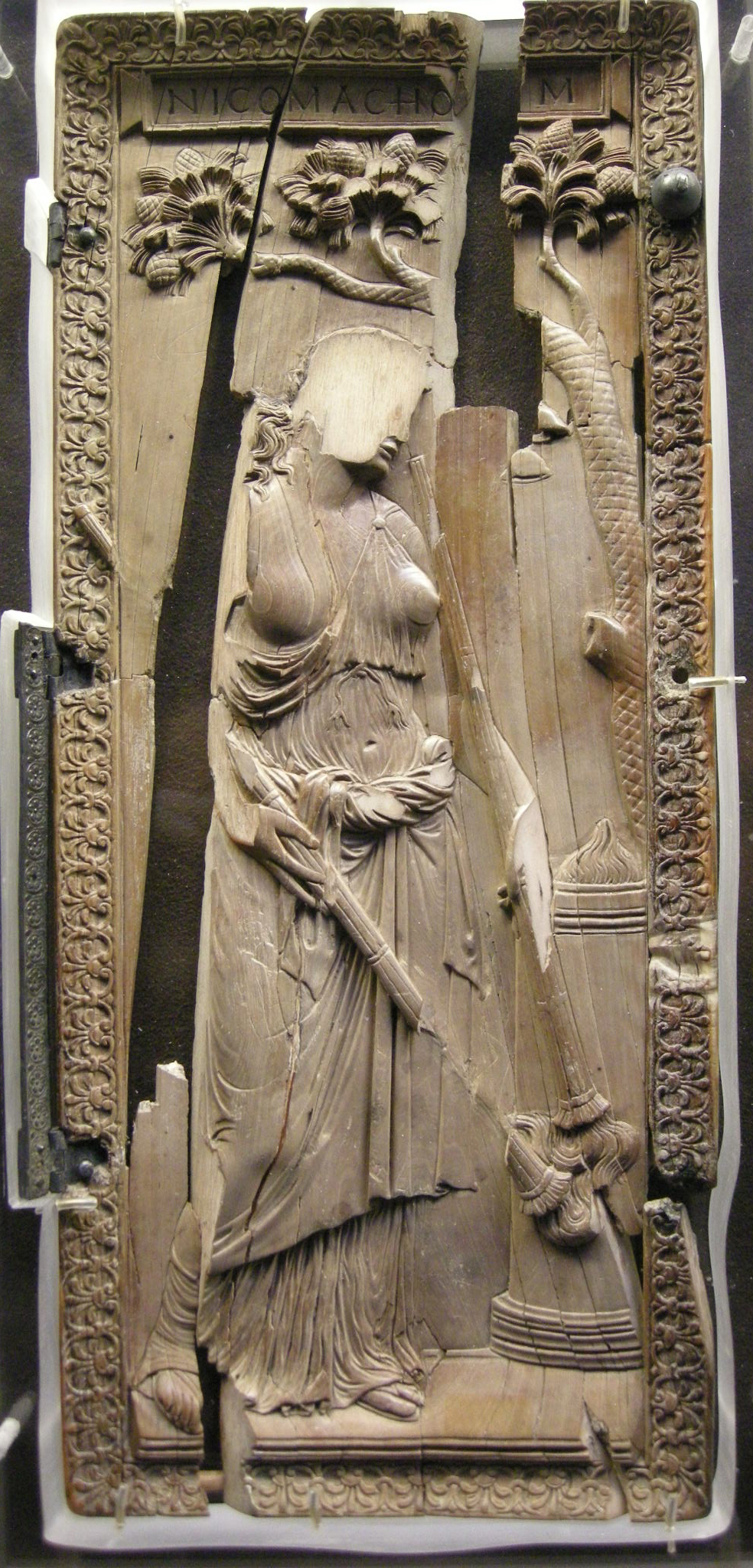
Panell esquerre (de Nicòmac)
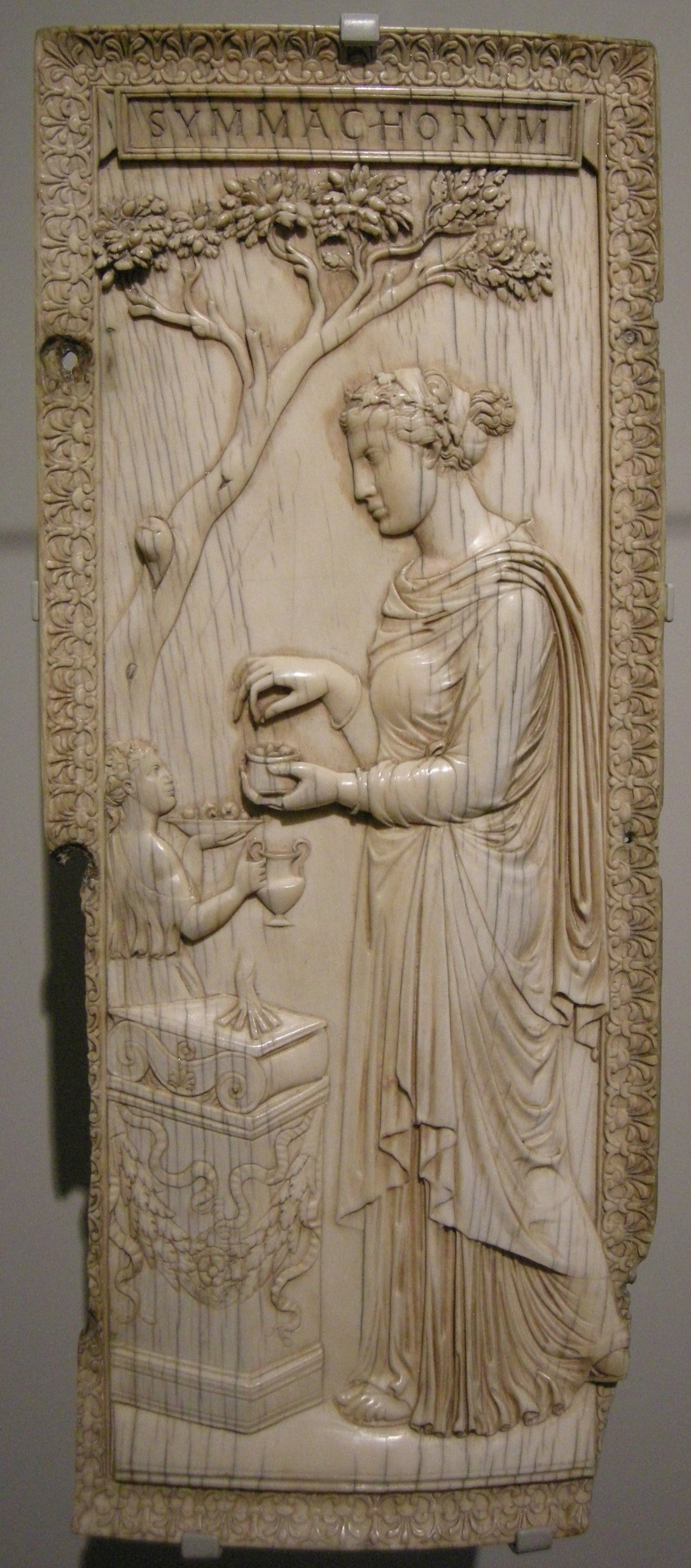
Panell dret (de Símmac)
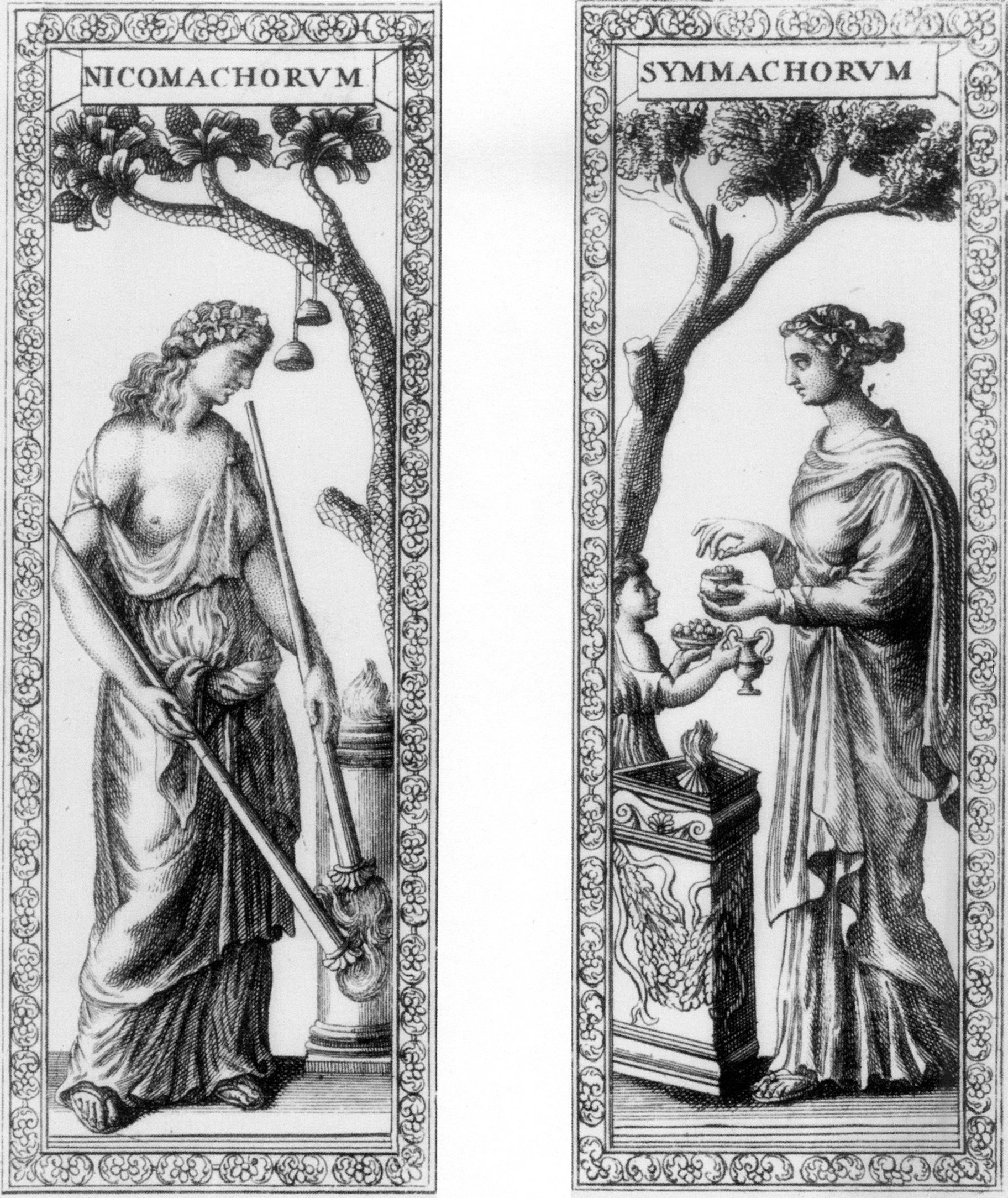
Gravat del díptic

## Interpretació
Sembla que els panells es dediquen al matrimoni de dues importants famílies senatorials, els Símmac i els Nicòmac. Els candidats més probables hi són la filla del senador Quint Aureli Símmac i Nicòmac Flavià, fill del seu col·lega Viri Nicòmac Flavià, malgrat que també s'ha suggerit que els panells podien commemorar el matrimoni del fill de Símmac, Quint Fabià Memmi Símmac, amb la neta del col·lega esmentat.
Els díptics eren sovint encarregats per famílies romanes riques per a celebrar fets importants, com ara l'assoliment del consolat.La forma del díptic, si més no al principi, servia com a parell de cobertes per a tauletes d'escriptura de cera. L'obra en conjunt s'ha interpretat com un estudi de nostàlgia. De la mateixa manera que la major part del món romà rebutjà el politeisme en favor del cristianisme, també deixà enrere les tècniques de proporció i perspectiva que havien caracteritzat l'art dels seus predecessors.